# Tenthredopsis
Tenthredopsis (лат.) — род перепончатокрылых из семейства настоящих пилильщиков. В прошлом автором рода ошибочно был назван итальянский зоолог Оронцо Габриеле Коста. В 1996 году, просмотрев работы о сидячебрюхих (Symphyta), Тэгер и Бланк обнаружили, что Оронцо Габриеле Коста упоминался в качестве редактора, но фактическим автором был его сын, энтомолог Акилле Коста.

## Особенности
В отличие от других родов Tenthredinidae, левая и правая половины первого тергита слиты, образуя склерит. Затылочная борозда на затылке очень выражена. Радиальная ячейка передних крыльев разделена. Длина имаго составляет от 7 до 12 мм. Некоторые виды демонстрируют сильные различия в окраске. У многих видов самки и самцы также окрашены по-разному.

## Образ жизни
К личиночным кормовым растениям рода Tenthredopsis относятся травы порядка злакоцветные (Poales), реже осоковые (Cyperaceae), ситниковые (Juncaceae), аироцветные (Acoraceae). Личинки питаются преимущественно ночью, а днем прячутся у основания растений-хозяев или даже в их корнях. Пилильщики наблюдаются в луговых биотопах, часто вблизи опушек леса или водоемов.

## Распространение
Род Tenthredopsis встречается в западной Палеарктике. Распространён в Европе, где он встречается практически повсеместно. 19 видов встречаются в Центральной Европе. Для Германии упоминается 12 видов. На Британских островах род представлен 6 видами. В фауне России отмечены 30 видов.

## Систематика
Род отнесен к трибе Tenthredopsini подсемейства Tenthredininae. Описано около 60 видов.
- Tenthredopsis albonotata (Brullé, 1832)
- Tenthredopsis annuligera (Tischbein, 1846)
- Tenthredopsis auriculata C. G. Thomson, 1870
- Tenthredopsis balcana (Mocsáry, 1880)
- Tenthredopsis benthini Rudow, 1871
- Tenthredopsis cabrerae Konow, 1898
- Tenthredopsis carinata Malaise, 1931
- Tenthredopsis convergens Benson, 1954
- Tenthredopsis coquebertii (Klug, 1817)
- Tenthredopsis corcyrensis (Ed. André, 1881)
- Tenthredopsis crassiuscula A. Costa, 1894
- Tenthredopsis floricola Costa, 1859
- Tenthredopsis friesei Konow, 1887
- Tenthredopsis guichardi Benson, 1968
- Tenthredopsis harveyi Benson, 1968
- Tenthredopsis humerosa Konow, 1898
- Tenthredopsis hungarica (Klug, 1814)
- Tenthredopsis kaplanorum D.R.Smith, 1982
- Tenthredopsis kokuewi Jakovlev, 1891
- Tenthredopsis lactiflua (Klug, 1814)
- Tenthredopsis ligata Konow, 1903
- Tenthredopsis litterata (Geoffroy, 1785)
- Tenthredopsis macedonica Cingovski, 1958
- Tenthredopsis moscovita (Ed. André, 1881)
- Tenthredopsis nassata (Linnaeus, 1767)
- Tenthredopsis nebrodensis A. Costa, 1894
- Tenthredopsis nigella Konow, 1891
- Tenthredopsis nivosa (Klug, 1817)
- Tenthredopsis ornata (Serville, 1823)
- Tenthredopsis ornatrix Konow, 1890
- Tenthredopsis putoni Konow, 1886
- Tenthredopsis quadriforis Konow, 1898
- Tenthredopsis quadriguttata A. Costa, 1859
- Tenthredopsis romana Konow, 1894
- Tenthredopsis rufa Konow, 1890
- Tenthredopsis scutellaris (Fabricius, 1798)
- Tenthredopsis semirufa Kriechbaumer, 1884
- Tenthredopsis sordida (Klug, 1814)
- Tenthredopsis sororia Konow, 1898
- Tenthredopsis spec Malaise, 1931
- Tenthredopsis stigma (Fabricius, 1798)
- Tenthredopsis stramineata Konow, 1898
- Tenthredopsis tarsata (Fabricius, 1804)
- Tenthredopsis theresae Pic, 1948
- Tenthredopsis tessellata (Klug, 1817)
- Tenthredopsis tischbeinii (Frivaldszky, 1876)
- Tenthredopsis ventriflua Konow, 1898
- Tenthredopsis viridis Zhelochovtsev, 1941